# 興津

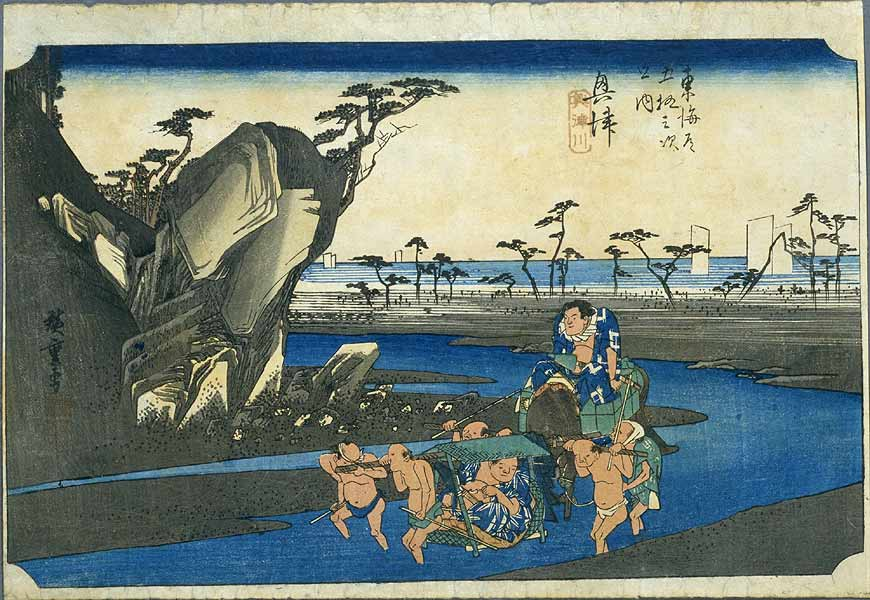
歌川広重『東海道五十三次・興津』

興津（おきつ）は、静岡県静岡市清水区の地名。この辺りの海辺は、古くから清見潟と呼ばれ、歌枕として名を馳せた。
興津という地名は、一説には興津宗像神社祭神の1柱・興津島姫命（おきつしまひめのみこと）がこの地に住居を定めたことからといわれている。このほかにも平安末期から興津氏が居住していたことに由来するとの説などもある。古代での呼び名は奥津（おくつ）、息津（おきつ）、沖津（おきつ）ともいわれている。現在、興津と呼ばれる区域は1961年に当時の清水市と合併した旧興津町と重なる。
絵画や和歌の題材以外にも、かつて清見ヶ関が置かれ、東海道と甲州街道（駿州往還）が交差することから戦国時代は、清見寺（巨鼇山 求王院 清見興国禅寺）を中心に、覇者掌握砦地、近代も、台風の目、興津詣などと歴史舞台にたびたび登場する。

## 歴史

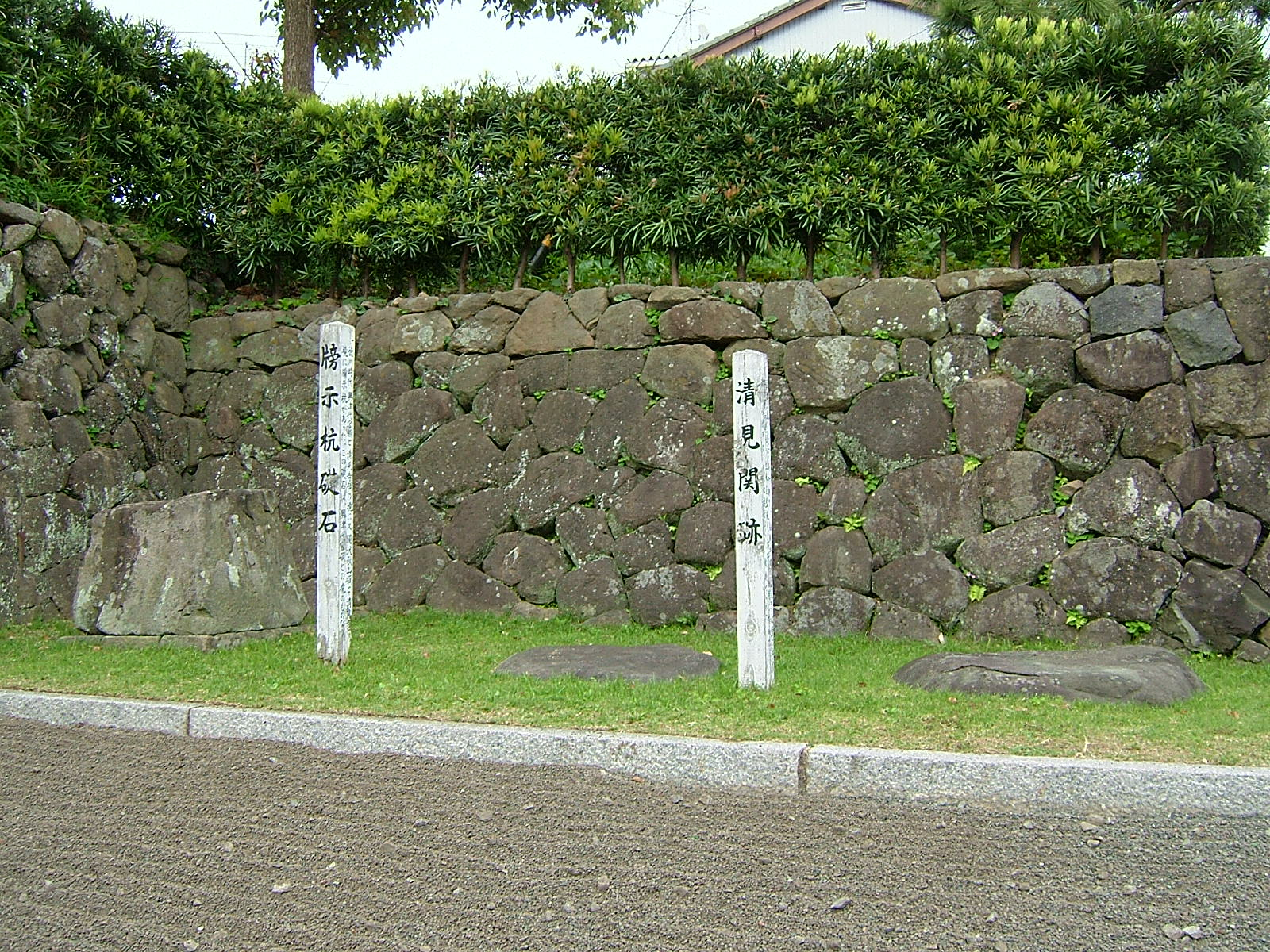
清見関跡碑 (清見寺内)

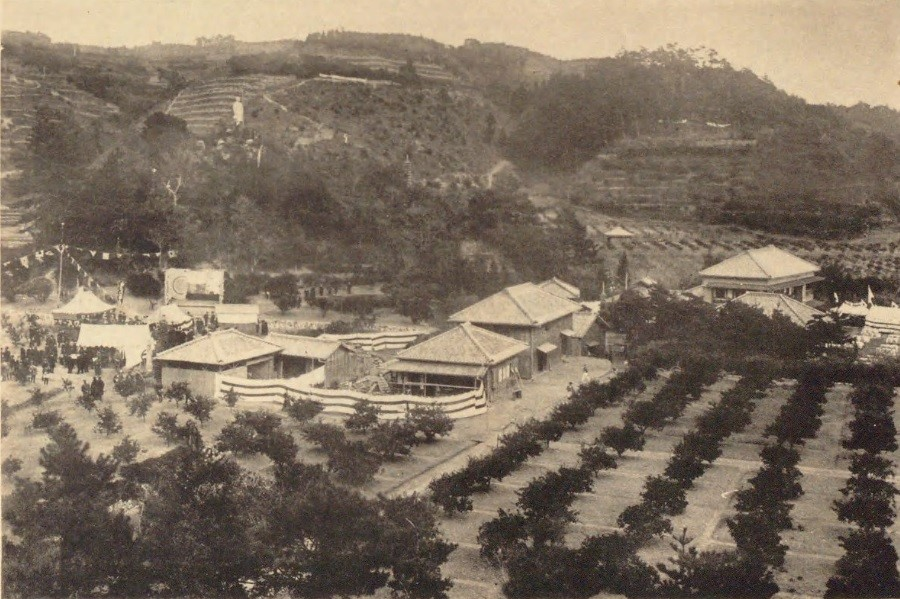
井上馨の興津別邸全景 明治43年撮影

古代には、奥津（おくつ）、息津（おきつ）、沖津（おきつ）などと称された。富士山を望む清見潟は景勝地として知られ、古代には清見関や息津駅が置かれた。ただし、この息津は現在の興津より西寄りの横砂あたりではないかと言われている。
江戸時代には興津宿として東海道五十三次の17番目の宿場町になるとともに甲州街道との交点でもあった。譜代大名や親藩大名は幕府直轄地の府中宿に宿泊することが多かったため、煩わしい付き合いを避けたい外様大名は興津宿を利用したという。
1872年（明治5年）に宿駅制は廃止された。しかし、鉄道が開通し、西園寺公望の坐漁荘など元勲の別荘が建設され、避寒地、保養地として知られるようになった。
1960年（昭和35年）に清水港整備拡充の一環として清水埠頭が建設され、1965年（昭和40年）に海岸の埋め立てが行われた。その後、1979年（昭和54年）に静清バイパスが開通したため、直接海に出ることは困難となっている。
古代
- 680年頃－東北の蝦夷に備えてこの地に関所が設けられ、清見関と呼ばれた。のち関所の鎮護として仏堂が建立され、この仏堂を以って清見寺の始めと伝えている。
- 927年－延喜式が奏進され、その中の諸国駅伝馬条に息津の駅家には駅馬が十匹配されたとある。

鎌倉時代
- 興津氏が宿の長者として一帯を支配した。

南北朝時代から戦国時代まで
- 1345年－国ごとに安国寺利生塔が建てられ、駿河国の寺は承元寺に定め、塔は清見寺に建てる。清見寺は、天下十刹、興国禅寺に成る。

江戸時代
- 1601年－宿駅伝馬制度により興津宿駅が制定される（東海道五十三次の17番目の宿場町、興津宿）。
- 1663年－府中に駿府代官所が置かれ、清見寺・興津・中宿・洞・薩埵・八木間がその支配下となる。承元寺は清見寺領。
- 1793年－興津・中宿・洞・八木間が韮山代官所の支配となる。
- 最終的に東海道五十三次興津宿の旅籠は、本陣・脇本陣含めた38軒前後存在した（その後、脇本陣であった水口屋は一新講社で全国的に知られる様になった）。

明治維新から第二次大戦まで
- 1868年－明治維新により駿府藩小島御役所が設置されその支配となる。
- 1872年－大区小区制が導入される。興津は小区2区に属し、それぞれ戸長と副戸長が置かれる。

三十六区（洞村、薩埵村、承元寺村）
三十八区（中宿町、興津宿、清見寺町、濁沢村、八木間村、谷津村、横山村）
- 1879年－地方三新法が施行される。大区小区制が廃止され庵原郡全部を一郡役所の所管とし、清見寺本堂が仮の役所となる。
- 1884年－庵原郡役所を新築し（現在はマックスバリュが位置する）、清見寺本堂から移る。
- 1889年－東海道線 国府津～静岡間の開通と同時に興津駅開業。
- 1889年－町村制施行により興津宿外八か町村を合併し、興津町と定める。
- 1890年－庵原郡役所が江尻に移転する。

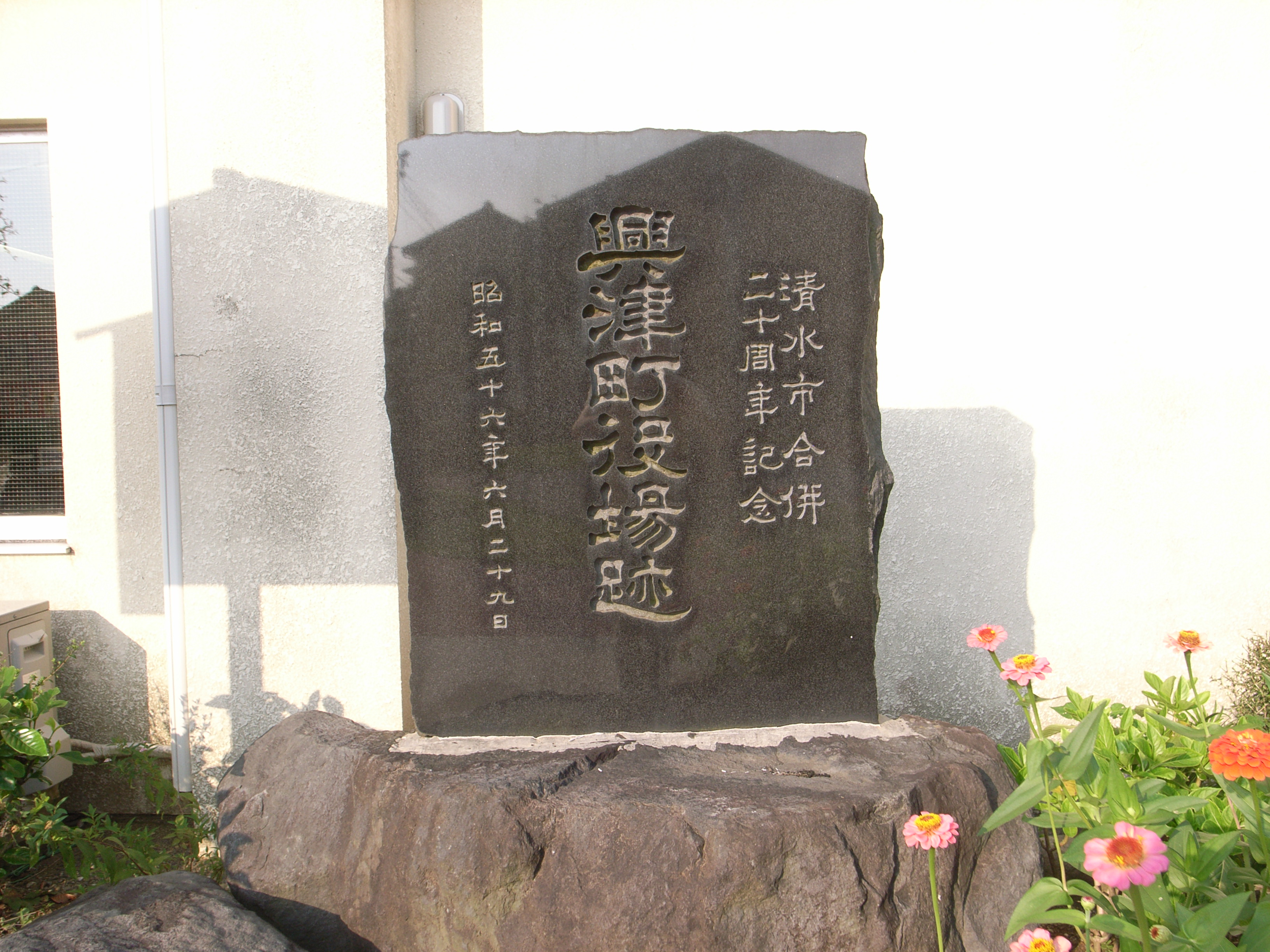
興津町役場跡碑（興津宿公園内）

- 1902年－農商務省農事試験場園芸部園芸試験場が開設。
- 1912年－農商務省農事試験場園芸部園芸試験場で東京市長からの要請によりワシントンに寄贈する桜が作成される（全米桜祭りの元となる外交の桜。品種は、荒川堤のもの、台木は、伊丹市のもの。返礼のハナミズキは静岡市の花に指定される）。
- 1914年－興津町役場落成。
- 1919年－元老・西園寺公望が別荘・坐漁荘を建てる。
- 1928年-興津川から清水市の上水道施設計画が決まる。

第二次世界大戦後
- 1947年－地方自治法施行により興津町が地方公共団体となる。
- 1961年－袖師町、庵原村、小島村、両河内村と共に清水市と合併する。同年、一碧楼水口屋（東海道五十三次興津宿旅籠脇本陣水口屋）について書かれた小説『東海道の宿：水口屋ものがたり』[5]が米国ベストセラーになる。
- 1962年－興津埠頭の整備工事が着手され、清見潟の埋め立てが始まる。
- 1975年－興津地区内の静清バイパスが供用開始。
- 1979年－駿河製紙の跡地に県営興津団地ができ入居が開始される。
- 1985年－一碧楼水口屋（東海道五十三次興津宿旅籠脇本陣水口屋）400年の歴史に幕を下ろす。
- 2004年-坐漁荘が復元され、興津坐漁荘の名で一般公開される。
- 2012年-寄贈100周年を記念してアメリカ政府からポトマック河畔の桜の穂木が寄贈され、日本国内で育成された苗木が「里帰り桜」として興津清見潟公園に植栽される（全米桜祭りの元となった外交の桜）。

## 名所・旧跡・観光スポット
- 宗像神社-興津宗像神社

興津の名の由来である宗像三女神を祀る。"輪くぐりさん"の名で親しまれている。古くから陸地があり、鎮守の杜が広がる、船乗りの目印であった(祭神の奥津宮、多霧姫から濃霧がかかる森であったとされる)。オキツシマヒメ(タキリビメ)ノミコトの鎮守の森から"女体の森"と呼ばれる。海に近いことから参道は、黒松の古木が多数ある。なお、宗像大社の御神紋は、楢木である。海の神、道の神。ご利益は、航海安全、大漁、商売繁盛、縁結び、夫婦円満、子宝、技芸上達、金運・財運向上、道開き等。仏教に置き換えると琵琶を弾く弁財天であり、坐漁荘に住んだ西園寺家も藤原家北家閑院流の琵琶の家である。
- 興津川

東日本で一番早くアユ漁を解禁する（5月20日頃）。旧清水市の水源。清水区の水道水。
- 坐漁荘

最後の元老・西園寺公望の別邸(終いの住処)で、現地にあるのは復元されたもの。オリジナルは博物館明治村に移築されている。数寄屋造に海を望む芝庭と暖炉がある。なお刺客を逃れるべく隠し扉や鶯張りの廊下がある。政界の台風の目、興津詣で知られた。
- 清見寺

清見ヶ関に天台宗(天台宗総本山比叡山延暦寺系)の寺院として置かれ、鎌倉時代からは、臨済宗の十刹。正式名称は、巨鼇山 求王院 清見興国禅寺。きよみでらとも。名前の由来から、古くから海沿いに切り立った山があり、それを清見潟に寄りかかる蓬萊山を背負う霊亀に見立てたと推測できる。「東海名區 清見潟」の由来はここから来たのだとわかる。また、富士山信仰に三保松原と共に度々、描かれる。足利尊氏により臨済宗の官寺、天下十刹に指定、再興され、再び戦国時代に荒れていた所を庵原氏と興津氏を親に持つ太原雪斎により今川義元の後援を得て妙心寺派として再興される。清見寺の鐘楼の音は"東海の覇者の音"として、豊臣秀吉が陣中に持ち出し戦わずして勝利を収めた話で有名になった（また、鐘楼の音は、謡曲『三井寺』に登場する）。徳川家康は、今川義元の人質として清見寺の太原雪斎の元に預けられていた(松平竹千代の手習の間がある)過去から保護され、東海道にある為に、外交の仏閣として重要視される。五百羅漢、戦乱の世を戒める為に徳川家により作られた血天井（源頼朝亡き後の鎌倉幕府の北条氏に追われ清見関で絶命した梶原景時のものと伝わる）、世界遺産に登録された朝鮮通信使の遺跡、徳川家康により作庭された日本庭園がある。足利尊氏、今川義元、武田信玄、徳川家康と名だたる武将により保護を受けた。現在は、JR東海道本線が境内を横切る珍しい風景が見える。
- 東海道五十三次興津宿旅籠 脇本陣「水口屋〈みなぐちや〉(一碧楼水口屋)」-水口屋ギャラリー。江戸時代、武田信玄の家臣から商人になり東海道五十三次の興津宿の旅籠として脇本陣を営む。幕末の旅籠の組合である一新講社で名が知られる。明治時代以降は、宮家や政財界の大物が宿泊に訪れる高級老舗旅館として知られ、東海道の名宿・一碧楼水口屋と称された。スタットラー著、水口屋物語で海外でも知られた。現在は水口屋旅館20代目当主望月半十郎氏の意向により鈴与グループ7代目当主鈴木与平氏に寄贈され、博物館として保護されている。

- 東海道五十三次興津宿旅籠「岡屋」〈東海道興津宿割烹旅館 岡屋〉(岡屋旅館)-東海道五十三次の宿場町の、数少ない江戸時代から続く旅籠(東海道五十三次の最後の旅籠)(一碧楼水口屋の意志を受け継ぐ宿)。名物の興津鯛が食べられる割烹旅館。芝庭に数寄屋造の会席料理店としても営業を行なっている。

- 清見潟-静岡市清水区興津の辺りにあった景勝地、月の名所、歌枕。駿州 清見関、東海名區 清見潟と称される。清見寺の門前。三保松原と共に、和歌や日本画の題材にされた。東海道五十三次興津宿の海沿い。「興津詣」の舞台。古代から風光明媚な場所として文人墨客を始め、武家、宮家、帝までもが訪れ名を馳せた。「清見潟 富士の煙や消えぬらん 月影磨く 三保の浦波(金葉和歌集後鳥羽院御製)」清見オレンジの名はこの地の柑橘試験場で作成された為につけられた。

- 耀海寺-夏心堂があり、お茶壺道中の武士が、容姿(美容)の神様として祀られている。横山城 (駿河国)主・興津氏の氏寺であり、開祖の興津宿東本陣市川家の菩提寺である。

- 興津波切不動明王（興津波切不動尊）-大地震による津波の際に御堂から御光が射し、波が割れ興津を守ったと伝わる。また、地元の漁師が大嵐に遭遇し思わず不動尊を念じたところ、不動堂より一条の光明が発せられ光の当たっているところは波が穏やかで、漁師は無事に帰ることができたという。このため、人々を海難から守る「波切不動尊」と崇拝されるようになった。不動の滝が流れる。付近に、茨原神社（庵原神社、石原神社）がある。

- 理源寺-"日朝さん"、"意眼さん"と呼ばれる盲目の東海道の旅人の祠があり、目の神様、千里眼の神様として信仰される。稲荷堂がある。大銀杏が境内にある。

## 産業・名産品
- 興津鯛-徳川家康が清見寺で手習を受ける竹千代の君の時代に甘鯛を食べ、天下人になった時に懐かしみ所望し名付けたとされる。甘鯛一夜干し。干し興津。甘鯛松笠焼き。

- 温州みかん

- 清見オレンジ

- 枇杷

- 黒はんぺん、飛竜頭（"ひりゅうず"、"ひりょうず"）と呼ばれ由比から興津川辺りの当地域で、独特のゴツゴツとした鰯のつみれに根菜類を混ぜて褐色にしっかりと揚げたものである。同地域の内陸型の倉沢鯵も名産である。

- 桜-当時の東京市長からの要請によりワシントンD.C.ポトマック湖畔へ寄贈され全米桜祭りの元となった日米友好"平和外交の桜"は、興津柑橘試験場(旧農商務省農事試験場園芸部)にて、品種は荒川堤、代木は伊丹市より集め作成され、横浜港から送られた。返礼のハナミズキは静岡市の花である。また、この桜を顕彰して、毎年2月上旬に"興津宿寒桜まつりが開催されている。

- 梅-徳川家康が清見寺で手習を受ける竹千代の君の時代に挿木した梅が天下人になると同時に花が咲いたことから、臥龍の梅、臥龍梅と呼ばれる。ここから名づけられた日本酒がある。また、薩埵峠の戦い（三つ巴の戦い）では、のちの真田昌幸が興津川の清水で醸した地酒を使い武田信玄軍に勝利をもたらした話しがある。

- 餡子

- 潮屋「宮様まんぢゅう」-清見寺（清見興国禅寺）、一碧楼水口屋にて皇族や天皇の行幸啓の際に茶菓子として出された薄皮の酒蒸し小饅頭-宮様まんぢゅう 潮屋

- 静岡茶(駿河清見)-鎌倉時代は抹茶の産地であった。

## 薩埵峠と倉沢
東海道由比宿との間には薩埵峠や間の宿の倉沢が位置する。
- 薩埵峠 - 東部から眺めると寝観音（観音菩薩・菩提薩埵）に見える事から名付けられた。また、網にかかった地蔵菩薩を安置したことから名付けられた。東海道の要害であった為、薩埵峠の戦いが繰り広げられた。富士山と駿河湾に近代の灯りが美しい絶景スポットである。
- 倉沢は間の宿であり本陣や脇本陣のほか数軒の茶屋があった[6]。西倉沢のはずれには藤屋（望嶽亭）があり多くの文人墨客が訪れたことでも知られる[6]。藤屋には幕末に駿府会談へ向かう山岡鉄舟を匿い、隠し階段から小舟で清水次郎長の元へ逃した話と共に当時の拳銃が展示されている。

## 隣の宿
東海道
由比宿 - 興津宿 - 江尻宿
甲州往還（駿州往還・身延道）
興津宿 - 宍原宿